# Bourkika
Bourkika là một đô thị thuộc tỉnh Tipaza, Algérie. Dân số thời điểm năm 2002 là 18.81 người.